# Hausdorff-dimenzió
A Hausdorff-dimenzió vagy Hausdorff–Besicovitch-dimenzió a fraktáloknál használt dimenziófogalom, a hagyományos (Bolzano/Uriszon-féle), pozitív egész számokkal (1,2,3,...) mérhető dimenziófogalom általánosítása. A Hausdorff-féle dimenzió nem feltétlenül egész szám (általában irracionális).
A Hausdorff-dimenzió bevezetését az indokolja, hogy bizonyos alakzatok (a legismertebb példa a fraktálok sokasága), bár „topológiai” dimenziójuk egyszerűen mérhető, de dimenzióbeli mértékük (terület, térfogat, ...) mégis paradox értékeket ad. Például a Peano-görbe egy intuitíve egydimenziós görbe, amely azonban teljesen, egyszeresen és hézagtalanul lefed egy négyzetet (tehát bizonyos szempontból inkább kettő-, mintsem egydimenziós); a Sierpiński-szőnyeg viszont lefed - igaz, közel sem hézagtalanul - egy négyzetet, ellenben a területe 0, akárcsak az egydimenziós alakzatoké.
A Hausdorff-dimenzió meglehetősen egyszerű tapasztalaton alapul. Egy közönséges kétdimenziós alakzatot, mint pl. egy négyzetet, ha kétszeresére, háromszorosára ..., {\displaystyle k}-szorosára nagyítunk, akkor az így keletkezett nagyobb alakzatot az eredeti alakzat négy, kilenc, ..., {\displaystyle k^{2}} példányával fedhetjük le teljes egészében, vagyis a terület a nagyításnak a dimenzióra (2) emelt kitevőjű hatványszorosára nő (nehezebben mérhető területű, de területtel azért rendelkező alakzatoknál hasonló a helyzet). Egy egyszerű háromdimenziós alakzatot, mondjuk kockát, ha kétszeresére, háromszorosára, ..., {\displaystyle k}-szorosára nagyítunk, akkor az így keletkezett nagyobb alakzatot az eredeti alakzat nyolc, huszonhét, ..., {\displaystyle k^{3}} példányával fedhetjük le teljes egészében, vagyis a térfogat a nagyításnak a dimenzióra (3) emelt kitevőjű hatványszorosára nő (nehezebben mérhető térfogatú, de térfogattal azért rendelkező alakzatoknál is hasonlóképp van). Általában elmondható, hogy egy közönségesen {\displaystyle d} dimenziós alakzatot ha {\displaystyle k}-szorosára nagyítunk, akkor mértéke {\displaystyle T(k)=k^{d}}-szeresére nő, tehát az alakzat dimenziója a {\displaystyle T(k)} {\displaystyle k} alappal felírt hatványának kitevője, vagyis {\displaystyle \log _{k}(T(k))}, melyre érvényes – tetszőleges egytől különböző pozitív valós alapú – logaritmust (pl. a tízest) választva:
Nehezebben mérhető alakzatok esetében bonyolultabb gondolatmenet szükséges, de a végeredmény ugyanez. A fenti {\displaystyle d} Hausdorff-dimenzió finomabban méri egy alakzat kiterjedését, mint a topológiai dimenzió és a Lebesgue-mértékek.
A fogalmat Felix Hausdorff német matematikus vezette be 1918-ban, kiszámításának egyes technikáit pedig Abram Samoilovitch Besicovitch dolgozta ki.

## Definíció
Legyen A a vizsgált halmaz, és legyen {\displaystyle \{B_{1},B_{2},\ldots \}} gömbök egy olyan sorozata, amik együttesen lefedik A-t. Ha a gömbök sugara rendre {\displaystyle r_{1},r_{2},\ldots }, akkor a lefedőrendszer d rendű Hausdorff-mértéke {\displaystyle \sum _{i}r_{i}^{d}}, magának A-nak a d rendű Hausdorff-mértéke pedig a lehetséges lefedőrendszerek d rendű Hausdorff-mértékeinek infimuma.
A Hausdorff-dimenziója azon d-k infimuma, amelyekre a d rendű Hausdorff-mérték nulla (vagy másképp, azon d-k szuprémuma, amelyekre végtelen).

## Egyszerű eset

Sierpinski-háromszög

A legismertebb fraktálok önhasonlóak: olyan részekből állnak össze, amelyek mindegyike nagyítással az egészbe vihető. Például a képen látható Sierpiński-háromszöget (amely úgy áll elő, hogy egy szabályos háromszögből kivesszük az oldalfelező pontok által meghatározott belső háromszöget, majd az így nyert háromszögekből is, és így tovább a végtelenségig) három kisebb háromszög alkotja, amelyek mindegyike feleakkora, mint az eredeti. Belátható, hogy ha egy fraktál k olyan alkotóelemből áll össze, amelyek mindegyikének r-szerese az eredeti, akkor a Hausdorff-dimenziója {\displaystyle \log k/\log r}. A Sierpinski-háromszögnek így {\displaystyle \log 3/\log 2\approx 1{,}58} a Hausdorff-dimenziója. (Általánosabban, ha az egyes alkotóelemek {\displaystyle r_{1},r_{2},\ldots ,r_{i}} arányban kisebbek az egésznél, akkor a Hausdorff-dimenzió az az s szám, amelyre {\displaystyle \sum _{i}r_{i}^{s}=1} teljesül.)

## Példák
- az n dimenziós euklideszi tér és az n dimenziós hipergömb Hausdorff-dimenziója n.
- megszámlálható ponthalmazok Hausdorff-dimenziója 0.
- a Cantor-halmaz Hausdorff-dimenziója {\displaystyle \ln 2/\ln 3\approx 0{,}63}
- a Sierpiński-szőnyeg Hausdorff-dimenziója {\displaystyle \ln 8/\ln 3\approx 1{,}89}
- a Menger-szivacs Hausdorff-dimenziója {\displaystyle \ln 20/\ln 3\approx 2{,}73}
- a Koch-hópehely Hausdorff-dimenziója {\displaystyle \ln 4/\ln 3\approx 1{,}26}
- térkitöltő görbék (pl. a Peano-görbe vagy a Sierpinski-görbe) Hausdorff-dimenziója megegyezik annak az alakzatnak a dimenziójával, amit kitöltenek.
- a (legalább kétdimenziós) Brown-mozgás pályájának Hausdorff-dimenziója majdnem biztosan 2.